# Ácido palmitoleico
Ácido palmitoleico ou ácido-9-hexadecenoico é um ácido gordo ómega-7 monoinsaturado, comum no grupo dos acilglicerídeos do tecido adiposo humano. Está presente em todos os tecidos, mas com maiores concentrações no fígado.
Devido à ligação dupla, o Ácido palmitoleico possui dois isômeros (C16:1Δ6 e C16:1Δ9).
O composto é biossintetizado a partir do ácido palmítico por ação da enzima Stearoil-CoA Desaturase.

## Aplicações
Culturas animais e celulares indicam que o Ácido palmitoleico possui propriedades anti-inflamatórias, melhorando Resistência à insulina no fígado e músculos esqueléticos, mas são necessários mais estudos para confirmar sua ação em humanos. Boa parte dos efeitos são devidos à ativação da PPAR-alfa.
Ambos os isômeros do Ácido palmitoleico (C16:1Δ6 e C16:1Δ9) se mostraram efetivos na redução da viabilidade de algumas espécies de bactérias gram-positivas, como S. aureus e S. salivarius, mas inefetivos contra gram-negativas, como E. coli e P. aeruginosa.